# Classe Sachsen
A Classe F124 Sachsen é a mais recente classe de fragatas da Marinha da Alemanha, dotadas de tecnologia de ponta na defesa do espaço aéreo. O projecto destas fragatas baseia-se no da classe F123 Brandenburg mas com características stealth melhoradas, destinadas a enganar os radares e sensores acústicos dos oponentes, e incorpora também o radar avançado multi-funções APAR, bem como o radar de longo alcance SMART-L, alegadamente capaz de detectar aviões e mísseis stealth. Embora designadas como fragatas, o seu tamanho e características podem comparar-se aos dos contratorpedeiros.
Com um custo total de 2.1 bilhões de Euros pelas três embarcações, este foi um dos programas de construção naval mais dispendiosos da Marinha Alemã. Esta classe assemelha-se à classe De Zeven Provinciën da Marinha Real Neerlandesa. Os navios de ambas as classes baseiam-se na utilização de um sistema comum de luta anti-aérea usando os mísseis terra-ar Standard SM-2 e RIM-162 ESSM de alcance médio.
Em Junho de 1996, o governo alemão assinou o contrato para três navios, deixando em aberto a possibilidade de aquisição de um quarto, provisoriamente designado de Thüringen, embora esta possibilidade tenha sido descartada.
As fragatas da classe F124 são maiores e muito mais capazes em todos os aspectos que os contratorpedeiros da classe Lütjens, que substituiram.

## Lista de navios
| Nº de amura | Nome      | Batimento de quilha      | Lançado                  | Estado                   |
| ----------- | --------- | ------------------------ | ------------------------ | ------------------------ |
| F-219       | Sachsen   | 1 de fevereiro de 1999   | 20 de janeiro de 2001    | Em atividade             |
| F-220       | Hamburg   | 1 de setembro de 2000    | 16 de agosto de 2002     | Em atividade             |
| F-221       | Hessen    | 16 de setembro de 2001   | 26 de julho de 2003      | Em atividade             |
| F-222       | Thüringen | Optado por não construir | Optado por não construir | Optado por não construir |